# Английское кладбище (Неаполь)
Английское кладбище, Il Cimitero degli Inglesi, или, правильнее, Il Cimitero acattolico di Santa Maria delle Fede, расположено недалеко от площади Гарибальди в Неаполе. Это последнее пристанище многих немцев, американцев, ирландцев, шотландцев и англичан, которые жили в Неаполе, проезжали через него в Гран-туре, были торговцами или моряками.

## История
Кладбище было местом захоронения (в основном иностранных) протестантов, умерших в Неаполе, хотя здесь оказались и люди других религий. Это был уникальный памятник иностранцам, которые в то время составляли часть коммерческой элиты Неаполя.
Кладбище было закрыто для захоронений в 1893 году, и его содержание было передано британскому консульству. В течение следующих полувека то, что когда-то было романтическим воспоминанием о буржуазии Неаполя XVIII-го века, пришло в упадок. Статуи были разграблены и украдены, а всё кладбище заросло сорняками и прочей растительностью. В конце 1950-х годов кладбище было передано в дар коммуне Неаполя, и был составлен план повторного использования территории. План предусматривал преобразование кладбища в общественный парк с сохранением некоторых мемориалов в качестве напоминания об истории кладбища и тех, кто здесь похоронен. Однако, хотя большая часть оставшейся площади кладбища была сохранена, лишь часть памятников была отремонтирована и сохранена, а первоначальная атмосфера была почти стёрта при строительстве общественного парка .
С момента повторного открытия кладбища в качестве парка в начале 1990-х годов некоторые из оставшихся памятников подверглись вандализму.

## Погребения и надписи

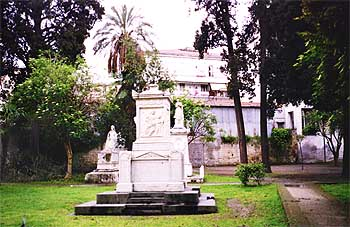
Захоронение фон Виллера. Сзади слева мемориал Мэри Сомервиль.

В 1980 году британское консульство вернуло землю коммуне Неаполя и превратило её в парк. Почти все могилы были перенесены на кладбище Поджореале. Однако сохранились записи о тех, кто был похоронен здесь в XIX веке, а также некоторые надписи.

### Известные захоронения
- Мэри Сомервиль (урожденная Фэйрфакс), шотландский математик и астроном-теоретик [4] [5]
- Дионисий Ларднер, ирландский писатель-ученый [6]
- Антон Сминк ван Питлоо (1790—1837), голландский художник.
- Уильям Гелл (1777—1836), английский археолог, путешественник и писатель [7]
- Кеппел Ричард Крейвен (1779—1851), английский путешественник [8]
- Элизабет Крейвен, принцесса Беркли и маркграфина Бранденбург-Ансбахская (1750—1828), английская светская львица, драматург и писатель-путешественник [8]
- Фридрих Денхардт, немецкий ботаник
- Вильгельм Вагнер (1843—1880) — немецкий филолог-классик.

Среди других похороненных здесь были семь членов экипажа «HMS Hannibal», который использовался для перевозки солдат Гарибальди. Корабль прибыл в Неаполь в июле 1860 года. В ноябре разразилась эпидемия оспы, и через десять дней британский адмирал сообщил, что девяносто человек заразились этой болезнью, включая его самого. Мемориал был установлен экипажем HMS Hannibal в память о своих товарищах по кораблю.